# Куницца да Романо
Куницца (Кунигунда) да Романо (итал. Cunizza da Romano, ок. 1198 — ок. 1279) — итальянская аристократка из рода Эццелинов, прославившаяся своим распутством, а на старости лет обратившаяся к делам милосердия.
Дочь Эццелино II да Романо, сеньора Тревизо, и Аделаиды Альберти, сестра знаменитого тирана Эццелино III да Романо. В 1222 была выдана замуж за графа Рикардо де Сан Бонифачо, сеньора Вероны. Его род соперничал с Эццелинами за влияние в Ломбардии.
Когда этот брак перестал устраивать её отца и брата, они в 1225 или 1226 организовали похищение, воспользовавшись для этого услугами трубадура Сорделло. У Сорделло с Куниццей начался роман, и когда об этом узнал правитель Тревизо, трубадуру пришлось в бежать в Прованс (1229). Эта скандальная история широко обсуждалась в куртуазном обществе и нашла отражение в песнях трубадуров.
Куницца быстро утешилась с рыцарем из Тревизо Энрико да Бовио, с которым, по словам хрониста Роландино из Падуи, разъезжала по разным странам, много веселясь и делая большие траты. После смерти Бовио еще дважды была замужем.
В 1260 году, после гибели братьев и ликвидации их сеньории, укрылась во Флоренции у родственников матери, посвятив остаток жизни искуплению грехов и делам милосердия.
Современники, называвшие её «дочерью Венеры», приписывали ей множество любовных связей и уверяли, что по её мнению, на любезную просьбу о любви было бы грубостью отвечать отказом.
Встречавший её в молодости во Флоренции, Данте в IX песне Рая поместил Куниццу на небо Венеры.